# Élections législatives de 1958 en Guadeloupe
Les élections législatives françaises de 1958 se déroulent les 23 et 30 novembre 1958. Dans le département de la Guadeloupe, trois députés sont à élire dans le cadre de trois circonscriptions.

## Élus
| Circonscription | Député élu         | Parti | Parti |
| --------------- | ------------------ | ----- | ----- |
| 1re             | Médard Albrand     |       | RS    |
| 2e              | Pierre Monnerville |       | SFIO  |
| 3e              | Gaston Feuillard   |       | CNIP  |

## Système électoral
Pour la première fois depuis 1936, les élections législatives ont lieu au scrutin uninominal majoritaire à deux tours dans des circonscriptions uninominales.
Est élu au premier tour le candidat qui réunit la majorité absolue des suffrages exprimés et un nombre de voix au moins égal au quart (25 %) des électeurs inscrits dans la circonscription. Si aucun des candidats ne satisfait ces conditions, un second tour est organisé entre les candidats ayant réuni un nombre de voix au moins égal à 5 % des suffrages exprimés. Au second tour, le candidat arrivé en tête est déclaré élu.
Le seuil de qualification, basé sur un pourcentage relativement faible des suffrages exprimés, tend à faciliter l'accès au second tour de plus de deux candidats. Les candidats en lice au second tour peuvent ainsi fréquemment être trois, un cas de figure appelé « triangulaire ». Lorsque quatre candidats s'affrontent au second tour, on parle de « quadrangulaire ».

## Résultats

### Résultats à l'échelle du département
| Parti          | Parti                                            | Premier tour | Premier tour | Second tour | Second tour | Sièges |
| Parti          | Parti                                            | Voix         | %            | Voix        | %           | Sièges |
| -------------- | ------------------------------------------------ | ------------ | ------------ | ----------- | ----------- | ------ |
|                | Républicains sociaux                             | 17 257       | 25,38        | 17 659      | 23,61       | 1      |
|                | Centre national des indépendants et paysans      | 8 284        | 12,18        | 10 620      | 14,20       | 1      |
|                | Droite parlementaire                             | 25 541       | 37,56        | 28 279      | 37,81       | 2      |
|                |                                                  |              |              |             |             |        |
|                | Parti communiste guadeloupéen                    | 20 525       | 30,19        | 26 841      | 35,89       | 0      |
|                | Section française de l'Internationale ouvrière   | 9 446        | 13,89        | 6 668       | 8,92        | 0      |
|                | Divers gauche                                    | 9 093        | 13,37        | 13 001      | 17,38       | 1      |
|                | Parti républicain, radical et radical-socialiste | 3 374        | 4,96         | Retrait     | Retrait     | 0      |
|                | Divers                                           | 18           | 0,03         |             |             | 0      |
|                |                                                  |              |              |             |             |        |
| Inscrits       | Inscrits                                         | 108 545      | 100,00       | 108 547     | 100,00      | 3      |
| Abstentions    | Abstentions                                      | 39 482       | 36,37        | 33 099      | 30,49       |        |
| Votants        | Votants                                          | 69 063       | 63,63        | 75 448      | 69,51       |        |
| Blancs et nuls | Blancs et nuls                                   | 1 066        | 1,54         | 659         | 0,87        |        |
| Exprimés       | Exprimés                                         | 67 997       | 98,46        | 74 789      | 99,13       |        |

### Résultats par circonscription

#### Première circonscription (Pointe-à-Pitre)
| Candidat | Candidat             | Parti          | Premier tour | Premier tour | Second tour | Second tour |  |
| Candidat | Candidat             | Parti          | Voix         | %            | Voix        | %           |  |
| --- | -------------------- | -------------- | ------------ | ------------ | ----------- | ----------- |  |
| | Médard Albrand élu   | UNR            | 11 596       | 46,50        | 12 764      | 47,80       |  |
| | Rosan Girard sortant | PCG            | 8 657        | 34,71        | 12 045      | 45,11       |  |
| | Fernand Balin        | RRRS           | 2 598        | 10,42        | Retrait     | Retrait     |  |
| | Paul Valentino       | SFIO           | 2 069        | 8,30         | 1 892       | 7,09        |  |
| | André Nireled        | Divers         | 18           | 0,07         |             |             |  |
| |                      |                |              |              |             |             |  |
| Inscrits | Inscrits             | Inscrits       | 38 007       | 100,00       | 37 995      | 100,00      |  |
| Abstentions | Abstentions          | Abstentions    | 12 881       | 33,89        | 11 147      | 29,34       |  |
| Votants | Votants              | Votants        | 25 126       | 66,11        | 26 848      | 70,66       |  |
| Blancs et nuls | Blancs et nuls       | Blancs et nuls | 188          | 0,75         | 147         | 0,55        |  |
| Exprimés | Exprimés             | Exprimés       | 24 938       | 99,25        | 26 701      | 99,45       |  |
| Source : France, Ministère de l'intérieur. Les Elections législatives . Métropole., la Documentation française, 1960 (lire en ligne) |                      |                |              |              |             |             |  |

#### Deuxième circonscription (Les Abymes)
| Candidat | Candidat                         | Parti          | Premier tour | Premier tour | Second tour | Second tour |  |
| Candidat | Candidat                         | Parti          | Voix         | %            | Voix        | %           |  |
| --- | -------------------------------- | -------------- | ------------ | ------------ | ----------- | ----------- |  |
| | Pierre Monnerville sortant réélu | diss. SFIO     | 9 093        | 43,98        | 13 001      | 54,16       |  |
| | Paul Lacavé                      | PCG            | 6 647        | 32,15        | 6 989       | 29,11       |  |
| | René Toribio                     | SFIO           | 4 937        | 23,88        | 4 015       | 16,73       |  |
| |                                  |                |              |              |             |             |  |
| Inscrits | Inscrits                         | Inscrits       | 30 738       | 100,00       | 30 739      | 100,00      |  |
| Abstentions | Abstentions                      | Abstentions    | 9 876        | 32,13        | 6 652       | 21,64       |  |
| Votants | Votants                          | Votants        | 20 862       | 67,87        | 24 087      | 78,36       |  |
| Blancs et nuls | Blancs et nuls                   | Blancs et nuls | 185          | 0,89         | 82          | 0,34        |  |
| Exprimés | Exprimés                         | Exprimés       | 20 677       | 99,11        | 24 005      | 99,66       |  |
| Source : France, Ministère de l'intérieur. Les Elections législatives . Métropole., la Documentation française, 1960 (lire en ligne) |                                  |                |              |              |             |             |  |

#### Troisième circonscription (Basse-Terre - Marie-Galante)
| Candidat | Candidat                | Parti          | Premier tour | Premier tour | Second tour | Second tour |  |
| Candidat | Candidat                | Parti          | Voix         | %            | Voix        | %           |  |
| --- | ----------------------- | -------------- | ------------ | ------------ | ----------- | ----------- |  |
| | Gaston Feuillard élu    | CNI            | 8 284        | 37,01        | 10 620      | 44,10       |  |
| | Furcie Tirolien sortant | RS             | 5 661        | 25,29        | 4 895       | 20,33       |  |
| | Gerty Archimède         | PCG            | 5 221        | 23,33        | 7 807       | 32,42       |  |
| | Joseph Pitat            | SFIO           | 2 440        | 10,90        | 761         | 3,16        |  |
| | Félix Rodes             | RRRS           | 776          | 3,47         |             |             |  |
| |                         |                |              |              |             |             |  |
| Inscrits | Inscrits                | Inscrits       | 39 800       | 100,00       | 39 813      | 100,00      |  |
| Abstentions | Abstentions             | Abstentions    | 16 725       | 42,02        | 15 300      | 38,43       |  |
| Votants | Votants                 | Votants        | 23 075       | 57,98        | 24 513      | 61,57       |  |
| Blancs et nuls | Blancs et nuls          | Blancs et nuls | 693          | 3            | 430         | 1,75        |  |
| Exprimés | Exprimés                | Exprimés       | 22 382       | 97           | 24 083      | 98,25       |  |
| Source : France, Ministère de l'intérieur. Les Elections législatives . Métropole., la Documentation française, 1960 (lire en ligne) |                         |                |              |              |             |             |  |